# Boomerang (zender)
Boomerang is een Amerikaans kabel- en satelliettelevisienetwerk van Turner Broadcasting System (onderdeel van Time Warner). Het station zendt non-stop (klassieke) tekenfilms uit van Warner Bros en andere Time Warneronderdelen.

## Geschiedenis
Sinds 8 november 1992 was Boomerang een programmablok dat werd uitgezonden op Cartoon Network. Op 1 april 2000 begon Boomerang als afzonderlijk netwerk. Een Nederlands kanaal werd opgericht op 10 oktober 2005.
Op 4 januari 2023 werd aangekondigd dat de zender in Nederland en België (zowel Vlaanderen als Wallonië) op 18 maart 2023 zou worden vervangen door Cartoonito.

## Programmering
Het Nederlandse kanaal zendt of zond de volgende series uit:
- Grizzy en de Lemmingen
- Taffy
- Garfield Originals
- New Looney Tunes
- Looney Tunes Cartoons
- Pink Panther and Pals
- The Tom & Jerry Show
- Be Cool, Scooby-Doo
- Wacky Races
- Paf de Hond